# Patrick Guns
 (juin 2025).
 (septembre 2014).
 (juin 2025).
Patrick Guns est un artiste plasticien contemporain, belge, né en 1962 à Bruxelles. Il vit et travaille à Bruxelles.

## Œuvre
Le travail de Patrick Guns combine installations, photographies, dessins et vidéos, essentiellement exposées en Belgique, en France et en Allemagne. Il revendique un regard critique et l'usage de l'humour noir pour traiter de problématiques sociales, politiques et économiques, tout en réfutant le statut d'artiste engagé . 
À travers ce qu'il nomme des "images poétiques", il revendique des collages combinant humour et poésie. Les séries les plus emblématiques de son œuvre sont My Last Meals*** (2007-in progress), des photographies de chefs étoilés du monde entier re-cuisinant des derniers repas de condamnés à mort américains, restaurant ainsi l'humanité des exécutés ; No to Contemporary Art (2005-2014), des images de manifestations mondiales fictives contre l'art contemporain ; ou encore The Fading of Colours (2002-2003), de grands dessins au Bic bleu mettant en scène le logo du petit écolier malmené.

## Expositions
Expositions personnelles (sélection)
- 1997 : Landschaft/... point de vue, Galerie Alexandra von Scholz, Berlin.
- 2001 : Guns & Shooting, Galerie Alexandra von Scholz, Berlin.
- 2003 : The Fading of Colours, SMAK-Musée municipal d'art actuel, Kunst nu, Gand.
- 2005 : Femme et Plateau, Galerie Polaris, Paris.
- 2007 : I Like Africa and Africa Likes Me – part II, Elaine Levy Project, Bruxelles ; I Like Africa and Africa Likes Me – part I, Cultuurcentrum, Hasselt ; Himmelblau, Galerie Polaris, Paris.
- 2008 : My Last Meals***, Galerie Polaris, Paris.
- 2009 : My Last Meals***, Margret-Bilger-Galerie/Stift Schlierbach, Schlierbach.
- 2011 : May 35th, Galerie Polaris, Paris.
- 2010 : My Last Meals***, galerieofmarseille, Marseille ; Wassup Stranger, Elaine Levy Project, Bruxelles.
- 2014 : I Know A Song To Sing On This Dark, Dark, Dark Night, MAC's, Grand Hornu[5],[6].

Expositions collectives (sélection)
- 1999 : Speelhoven '99, Aarschot.
- 2000 : A NICC Television Program-telenicc 1', Bruxelles 2000, Bruxelles ; Pièces à conviction, Espace 251 Nord, Liège ; Container Project, CC-NICC, Bruxelles ; Féerie pour un autre livre, Musée royal de Mariemont, Morlanwelz.
- 2001 : La Trahison des images, portraits de scènes, 49e Biennale de Venise, A Latere, Venise ; Ici et Maintenant, Belgian System, Tour & Taxis, Bruxelles ; Schwarz-Weiss/Wer denkt jetzt an Schwarz Afrika?, MARTa, Herford.
- 2002 : Fekete Fehér/Gondolsz-e ma Fekete-Afrikára?, Mücsarnok Kunsthalle, Budapest, Régine et ses copines, art 3, Valence.
- 2003 : Gelijk het leven is, SMAK-Musée municipal d'art actuel, Gand ;  Coconutour, Centre régional d'art contemporain Languedoc-Roussillon, Sète ; Le Colloque des chiens, Centre Wallonie-Bruxelles, Paris.
- 2004 : Trait d'union - 1er volet, Centre régional d'art contemporain Languedoc-Roussillon, Sète ; Les Afriques, Lille 2004, Tri Postal, Lille ; Vanitas, Eitelkeit van de ijdelheden, Ikob-Museum für Zeitgenössische Kunst, Eupen.
- 2005 : Kunst & Zwalm, Zwalm.
- 2006 : Fordham, Netwerk/centrum voor hedendaagse kunst, Alost ; Images publiques, 1re Triennale d'art public, Liège.
- 2007 : Identities I, Cultuurcentrum De Werft-OPZ-Kunsthuis Yellow Art, Geel ; Sweet'Art, ou l'art de la gourmandise, 5e Parcours Saint-Germain-des-Prés, Paris ; Comm'è amaro stu ppane, Centre d'art, Dudelange et Musée des Beaux-Arts, Charleroi ; Dj$otheby'$ & Gun$, Galleri Rekord, Oslo.
- 2008 : Le Soigneur de gravité, MAC's, Grand Hornu[7]; Honorons Honoré, Cultuurcentrum, Malines ; Nourritures "corps & âme", Musée Saint-Germain, Auxerre.
- 2011 : Monanisms, MONA-Museum of Old and New Art, Hobart, Tasmanie.
- 2012 : Theatre of the World, MONA-Museum of Old and New Art, Hobart, Tasmanie.
- 2013 : Théâtre du monde, La Maison rouge, Paris ; Sitting with the Qualities of a Mountain, Blyth Gallery, Imperial College, Londres ; Evacuer (M) , galerieofmarseille, Marseille.